# Seznam krajev Unescove svetovne dediščine v Indiji
Organizacija Združenih narodov za izobraževanje, znanost in kulturo (UNESCO) označuje območja svetovne dediščine izjemne univerzalne vrednosti za kulturno ali naravno dediščino, ki so jih predlagale države podpisnice Unescove konvencije o svetovni dediščini, ustanovljene leta 1972. Kulturno dediščino sestavljajo spomeniki (kot so arhitekturna dela, monumentalne skulpture ali napisi), skupine zgradb in najdišča (vključno z arheološkimi najdišči). Naravne značilnosti (ki jih sestavljajo fizične in biološke formacije), geološke in fiziografske formacije (vključno s habitati ogroženih vrst živali in rastlin) ter naravna območja, ki so pomembna z vidika znanosti, ohranjanja ali naravne lepote, so opredeljena kot naravna dediščina. Indija je konvencijo sprejela 14. novembra 1977, zaradi česar so bila njena območja upravičena do vključitve na seznam.
V Indiji je 44 območij svetovne dediščine. Od teh je 36 kulturnih, sedem naravnih, eno, Narodni park Kangčendzenga, pa je mešanega tipa, saj je uvrščeno na seznam tako kulturnih kot naravnih območij. Indija ima šesto največje število lokacij na svetu. Prva mesta, ki so bila uvrščena na seznam, so bile jame Adžanta, jame Elora, utrdba Agra in Tadž Mahal, ki so bile vse vpisane na zasedanju Odbora za svetovno dediščino leta 1983. Najnovejše navedeno območje je Maratha, vojaške pokrajine Indije, leta 2025. V različnih obdobjih sta bili dve mesti uvrščeni na seznam ogroženih: rezervat za divje živali Manas je bil uvrščen na seznam med letoma 1992 in 2011 zaradi divjega lova in dejavnosti milic Bodo, spomeniki v Hampiju pa so bili uvrščeni na seznam med letoma 1999 in 2006 zaradi tveganj povečanega prometa in novogradenj v okolici. Eno mesto je transnacionalno, Arhitekturno delo Le Corbusierja si deli s šestimi drugimi državami. Poleg tega ima Indija na svojem poskusnem seznamu 52 območij.

## Kraji svetovne dediščine
Unesco navaja območja po desetih merilih; vsaka prijava mora izpolnjevati vsaj enega od kriterijev. Kriteriji od i do vi so kulturni, od vii do x pa naravni.
| Ime                                                                     | Slika                                                                         | Lokacija (zvezna država)                      | Leto vpisa | UNESCO ID kriteriji                    | Opis |
| ----------------------------------------------------------------------- | ----------------------------------------------------------------------------- | --------------------------------------------- | ---------- | -------------------------------------- | --- |
| Jame Adžanta                                                            | Jama z vklesanimi stebri in svetiščem v sredini                               | Maharaštra                                    | 1983       | 242; i, ii, iii, vi (kulturno)         | Jame v Adžanti predstavljajo zbirko budistične umetnosti iz dveh obdobij. Prvi spomeniki segajo v 2. in 1. stoletje pr. n. št., ustvarili pa so jih privrženci teravadskega budizma. Privrženci mahajanskega budizma so v 5. in 6. stoletju našega štetja, med dinastijo Vakataka, dodali nadaljnje spomenike. Spomenika sta mojstrovini budistične umetnosti in sta imela močan vpliv v Indiji in širši regiji, zlasti na Javi. |
| Jame Elora                                                              | Turisti ob obisku templja, vklesanega v skalo                                 | Maharaštra                                    | 1983       | 243; i, iii, vi (kulturno)             | Jame Elora obsegajo 34 templjev in samostanov, ki so bili med 7. in 11. stoletjem vrezani v 2 km dolgo bazaltno pečino. Ker so jih gradili privrženci budizma, hinduizma in džainizma, ponazarjajo versko strpnost obdobja, ko so bile zgrajene. Največji tempelj je tempelj Kailasa (na sliki), ki je bogato okrašen s skulpturami in slikami. |
| Utrdba Agra                                                             | Stavba iz rdečega kamna z okraski                                             | Utar Pradeš                                   | 1983       | 251; iii (kulturno)                    | Utrdba Agra je mogolska imperialna trdnjava iz 16. stoletja v Agri. Današnjo postavitev je dobila pod cesarjem Akbarjem. Kompleks vsebuje več palač (na sliki Džahangiri Mahal), dvoran za sprejeme in dve mošeji. Slogovno je eden od vrhuncev indo-islamske arhitekture z vplivi perzijske in timuridske arhitekture. |
| Tadž Mahal                                                              | Tadž Mahal, kupolasta stavba iz belega marmorja s štirimi minareti            | Utar Pradeš                                   | 1983       | 252; i (kulturno)                      | Tadž Mahal je najboljši primer indo-islamske arhitekture. Zgrajen je bil v Agri na bregu reke Jamuna kot mavzolej Mumtaz Mahal, perzijske žene mogulskega cesarja šaha Džahana, med letoma 1631 in 1648. Zasnoval ga je Ustad Ahmad Lahori in je bil zgrajen iz belega marmorja z vložkom iz dragocenih in poldragih kamnov. Grobnico obdajajo štirje samostoječi minareti. Kompleks vključuje tudi glavna vrata, mošejo, gostišče in okoliške vrtove. |
| Sončni tempelj Konark                                                   | Velik hindujski tempelj v kamnu                                               | Odiša                                         | 1984       | 246; i, iii, vi (kulturno)             | Hindujski tempelj je bil zgrajen v 13. stoletju in je eden najboljših primerov arhitekture Kalinga. Predstavlja voz solarnega božanstva Surja: na zunanjih straneh ima 24 koles, izklesanih iz kamna in bogato okrašenih, vleče pa ga šest konj. Drugi okrasni motivi so levi, glasbeniki, plesalci in erotični prizori. |
| Skupina spomenikov v Mahabalipuramu                                     | Hindujski tempelj v kamnu                                                     | Tamil Nadu                                    | 1984       | 249; i, ii, iii, vi (kulturno)         | Spomeniki v okolici mesta Mamalapuram so bili zgrajeni v 7. in 8. stoletju pod dinastijo Palava. Obstajajo različne vrste spomenikov: rathe, templji v obliki kočij (Dharmaradža Ratha), mandape (v skalo vklesani templji), skalni reliefi, vključno z velikanskim Spustom Gangesa, obalnim templjem (na sliki) in drugimi templji ter arheološke ostaline. Umetniški izraz spomenikov je bil vpliven v širši regiji, vključno s Kambodžo, Vietnamom in Javo. |
| Narodni park Kaziranga                                                  | Nosorog ob robu vode                                                          | Asam                                          | 1985       | 337; ix, x (naravna)                   | Kaziranga lerži v poplavnih ravnicah reke Brahmaputra. Je eno najboljših zavetišč za divje živali na svetu, kjer živi največja svetovna populacija indijskih nosorogov (na sliki), pa tudi bengalski tiger, azijski slon, divji vodni bivol in gangeški delfin. Mokrišča so pomembna za vrste ptic selivk. |
| Zatočišče za divje živali Manas                                         | Čreda divjih slonov v parku                                                   | Asam                                          | 1985       | 338; vii, ix, x (naravna)              | Zavetišče ob reki Manas pokriva travnike na poplavnih ravnicah in gozdove, tako v nižinah kot v hribih. Območje je žarišče biotske raznovrstnosti in dom več ogroženih vrst, vključno z indijskim nosorogom, azijskimi sloni (na sliki), divjimi vodnimi bivoli, tigrom, šobarjem, malim prašičkom, Geejevim zlatim langurjem in bengalsko dropljo. Gozdovi se po poplavah in spremembah rečnih tokov nenehno obnavljajo. Med letoma 1992 in 2011 je bilo območje uvrščeno na seznam ogroženih zaradi divjega lova in dejavnosti milic Bodo.                                         |
| Narodni park Keoladeo                                                   | Skupina tibetanskih gosi in žerjavov Demoiselle, ki skupaj letijo v zatočišču | Radžastan                                     | 1985       | 340; x (naravno)                       | Keoladeo, ki je bil sprva rezervat za lov na race za maharadže, je mokrišče, ki ga je ustvaril in ga vzdržuje človek. Pomemben je tako za ptice selivke kot za ptice gnezdilke, predvsem vodne. Zabeleženih je več kot 350 vrst ptic, vključno s 15 vrstami čapelj, sibirskega žerjava in velikega klinkača. Na tej sliki je skupina tibetanskih gosi in žerjavov Demoiselle, ki skupaj letijo v parku. Park je zaščiten tudi po Ramsarski konvenciji. |
| Cerkve in samostani v Goi                                               | Cerkev v rdeči opeki in sosednja stavba v beli barvi                          | Goa                                           | 1986       | 234; ii, iv, vi (kulturno)             | Stara Goa je bila glavno mesto portugalske Indije, kolonije, ki je trajala 450 let do leta 1961. Dediščina obsega sedem cerkva in samostanov, ki so bili zgrajeni v 16. in 17. stoletju v gotskem, slogu manueline, manierističnem in baročnem slogu, vendar so bili tudi prilagojeni da ustreza lokalnim tehnikam in virom. Vplivali so na širjenje arhitekturnih vplivov v dežele v Aziji, kjer so nastajale katoliške misije. Na sliki je bazilika Bom Jesus, kjer je pokopan sveti Frančišek Ksaverij.                                                                           |
| Skupina spomenikov Khadžuraho                                           | Kamnite rezbarije, ki predstavljajo ljudi v različnih situacijah              | Madja Pradeš                                  | 1986       | 240; i, iii (kulturno)                 | Ta dediščina obsega 23 templjev, tako hindujskih kot džainističnih, ki so bili zgrajeni v 10. in 11. stoletju med dinastijo Čandela. Templji so zgrajeni v slogu Nagara. Bogato so okrašeni s kamnitimi rezbarijami in skulpturami, ki prikazujejo sakralne in posvetne motive, vključno z upodobitvami domačega življenja, glasbenikov, plesalcev in zaljubljenih parov. Na sliki je detajl iz templja Lakšmana. |
| Skupina spomenikov, Hampi                                               | Kamniti voz v dravidskem slogu v Hampiju                                      | Karnataka                                     | 1986       | 241bis; i, iii, iv (kulturno)          | Hampi je bil prestolnica imperija Vidžajanagara do opustitve po plenjenju in ropanju dekanskih sultanatov leta 1565. Približno 200 let je bilo uspešno večkulturno mesto, ki je pustilo več spomenikov v dravidskem in indo-islamskem slogu. Ostanki vključujejo verske in posvetne stavbe ter obrambne strukture. Na sliki je tempelj Virupakša. Leta 2012 je prišlo do manjše spremembe meja območja. Med letoma 1999 in 2006 je bilo območje uvrščeno na seznam ogroženih zaradi tveganja, ki ga predstavljata povečan promet in nove gradnje.                                    |
| Fatehpur Sikri                                                          | Buland Darvaza, velika vrata iz rdečega kamna v mogulskem slogu               | Utar Pradeš                                   | 1986       | 255; ii, iii, iv (kulturno)            | Približno desetletje v drugi polovici 16. stoletja je bil Fatehpur Sikri prestolnica Mogulskega cesarstva pod cesarjem Akbarjem, dokler niso leta 1585 prestolnico preselili v Lahore in mesto večinoma zapustili. Dediščina obsega veliko zbirko spomenikov in templjev v mogulskem slogu, kot je Petkova mošeja, Buland Darvaza (vrata v mošejo, na sliki), palača Panč Mahal in grobnica Salima Čištija. |
| Skupina spomenikov v Patadakalu                                         | Hindujski tempelj iz svetlega kamna                                           | Karnataka                                     | 1987       | 239rev; iii, iv (kulturno)             | Ta dediščina obsega devet hindujskih in en džainistični templjev, ki so bili zgrajeni v 7. in 8. stoletju pod dinastijo Čalukja. Zgrajeni so bili v slogu Badami Čalukja, ki združuje vplive severne in južne Indije. Na sliki je tempelj Virupakša. |
| Jame Elephanta                                                          | Kamnite rezbarije, ki predstavljajo Šivo in verske prizore                    | Maharaštra                                    | 1987       | 244rev; i, iii (kulturno)              | Jamski kompleks na otoku Elephanta v Mumbajskem pristanišču, je bil zgrajen predvsem v 5. in 6. stoletju, z ostanki človeške zasedbe, ki segajo v 2. stoletje pred našim štetjem. Templji so posvečeni Šivi. Jame so okrašene s kamnitimi rezbarijami, nekatere so ogromne. Na sliki je kip Trimurti Šiva, obdan z dvarapalami - varuhi vrat. |
| Veliki templji Čola                                                     | Visoko okrašen kamniti hindujski tempelj                                      | Tamil Nadu                                    | 1987       | 250bis; ii, iii (kulturno)             | Ta dediščina obsega tri hindujske templje, zgrajene v 11. in 12. stoletju pod dinastijo Čola. Predstavljajo nekaj najboljših primerov dravidske arhitekture obdobja Čola. Izdelani so iz kamna in okrašeni s kamnitimi in bronastimi skulpturami. Sprva je bil samo Tempelj Brihadisvara v Thandžavurju (slika) uvrščen na seznam svetovne dediščine, dva druga templja, Tempelj Brihadisvara v Gangaikonda Čolapuram in tempelj Airavatesvara, sta bila dodana leta 2004 in dediščina preimenovana v trenutno ime.                                                                  |
| Narodni park Sundarbans                                                 | Tiger ob robu vode                                                            | Zahodna Bengalija                             | 1987       | 452; ix, x (naravno)                   | Narodni park obsega indijski del Sundarbansa, delto reke Ganges in Brahmaputra. Je največji in najbogatejši gozd mangrov na svetu, s približno 78 zabeleženimi vrstami mangrov. Je vroča točka biotske raznovrstnosti, kjer živi velika populacija bengalskih tigrov (eden na sliki), pa tudi pomemben habitat za delfine iz Iravadija in reke Ganges, več vrst ptic in morskih želv. V Bangladešu je Sundarbans uvrščen na ločeno območje svetovne dediščine. |
| Narodna parka Nanda Devi in Dolina cvetja                               | Rože v gorski dolini                                                          | Uttarakhand                                   | 1988       | 335bis; viii, x (natural)              | Ta dediščina obsega dve posesti v Zahodni Himalaji, narodni park Dolina cvetja (na sliki) in narodni park Nanda Devi. Obstajajo različne vrste visokogorskih habitatov, od visokih gorskih vrhov (Nanda Devi, s 7817 m je druga najvišja gora v Indiji) do alpskih travnikov. Poleg številnih gorskih rastlinskih vrst je območje dom azijskega črnega medveda, snežnega leoparda, rjavega medveda in barala (modra ovca). NP Nanda Devi je bil prvotno uvrščen na seznam leta 1988, NP Dolina cvetja je bil dodan leta 2005.                                                        |
| Budistični spomeniki v Sančiju                                          | Velika kamnita stupa z dovršenimi vrati spredaj                               | Madhya Pradesh                                | 1989       | 524; i, ii, iii, iv, vi (kulturno)     | Sanči je eno najstarejših obstoječih budističnih svetišč in je ključno prispevalo k širjenju vere po Indijski podcelini. Postalo je pomembno pod cesarjem Ašoko iz Maurijskega cesarstva v 3. stoletju pred našim štetjem. Ohranjeni so ostanki stebra iz obdobja. Stupe (na sliki Stupa 1), palače, templji in samostani so ohranjeni v različnih stopnjah ohranjenosti, večinoma iz 2. in 1. stoletja pred našim štetjem. Mesto je v 12. stoletju izgubilo pomen. |
| Humajunova grobnica, Delhi                                              | Mavzolej iz belega in rdečega kamna - pogled skozi vrata                      | Delhi                                         | 1993       | 232bis; ii, iv (kulturno)              | Grobnica mogulskega cesarja Humajuna je bila zgrajena v 1560-ih in predstavlja prvi primer vrtne grobnice na Indijski podcelini, ki uvaja elemente perzijskih vrtov. Monumentalni mavzolej z dvojno kupolo predstavlja preskok v mogulski arhitekturi in je arhitekturni predhodnik Tadž Mahala. Kompleks vključuje več manjših grobnic iz tega obdobja. Leta 2016 je prišlo do manjše spremembe meje dediščine. |
| Kompleks Qutub, Delhi                                                   | Visok minaret in mavzolej, oba iz rdečega in belega kamna                     | Delhi                                         | 1993       | 233; iv (kulturno)                     | Kompleks obsega več spomenikov zgodnje islamske Indije iz 13. in 14. stoletja, ko je Delhijski sultanat vzpostavil oblast v državi. Vključujejo Qutub Minar, 72,5 m visok minaret (na sliki), vhodna vrata Alai Darwaza, mošejo Quvat-ul-Islam, kjer so preuredili več kamnitih stebrov iz prejšnjih hindujskih templjev, železni steber in več grobnic in drugi spomeniki. |
| Gorske železnice Indije                                                 | Vlak prečka most z več loki                                                   | Zahodna Bengalija, Tamil Nadu, Himačal Pradeš | 1999       | 944ter; ii, iv (kulturno)              | Ta dediščina obsega tri gorske železnice, ki so bile zgrajene v poznem 19. in zgodnjem 20. stoletju za dostop do mest v visokogorju. Predstavljajo prenos tehnologije v kolonialnem okolju, gradnja je vključevala gradnjo mostov in predorov za prečkanje zahtevnih terenov. Železnice so zagotovile podporo za nadaljnjo poselitev območij, s katerimi so se povezale in še vedno delujejo v celoti. Himalajska železnica Darjeeling je bila sprva uvrščena na seznam leta 1999. Gorska železnica Nilgiri je bila dodana leta 2005, Železnica Kalka-Šimla (na sliki) pa leta 2008. |
| Tempeljski kompleks Mahabodhi v Bodh Gaja                               | Velik kamniti budistični tempelj                                              | Bihar                                         | 2002       | 1056rev; i, ii, iii, iv, vi (kulturno) | Kompleks budističnega templja označuje kraj, kjer naj bi Buda dosegel razsvetljenje pod drevesom Bodhi. Sedanji tempelj je iz 5. in 6. stoletja našega štetja (v obdobju Gupta) in je bil zgrajen na starejši stavbi, ki jo je dal zgraditi cesar Ašoka v 3. stoletju pred našim štetjem. Tempelj je visok 50 m in je zgrajen iz opeke. Imel je velik vpliv na razvoj arhitekture v naslednjih stoletjih. Po stoletjih zapuščenosti in zanemarjanja je bil tempelj v 19. stoletju obsežno obnovljen.                                                                                 |
| Skalna zavetišča Bhimbetka                                              | Skalne slike, ki prikazujejo ljudi in živali                                  | Madja Pradeš                                  | 2003       | 925; iii, v (kulturno)                 | To območje obsega pet skupin skalnih zavetišč v vznožju pogorja Vindhya. Vsebujejo skalne slike iz lovsko-nabiralskih družb od mezolitika do zgodovinskega obdobja. Bližnje vasi še vedno ohranjajo nekatere kulturne prakse, podobne tistim, upodobljenim na slikah. |
| Železniška postaja Čhatrapati Šivaji (nekdanja postaja Victoria)        | Velika, bogato okrašena stavba železniške postaje                             | Maharaštra                                    | 2004       | 945rev; ii, iv (kulturno)              | Zgodovinska železniška postaja v Mumbaju je bila zgrajena v poznem 19. stoletju. Zasnoval ga je Frederick William Stevens v viktorijanskem gotskem slogu, pri čemer je črpal vplive iz italijanske gotske arhitekture in jih združil z vplivi indijskih tradicionalnih stavb. Simboliziral je bogastvo Mumbaja kot glavnega komercialnega pristanišča znotraj Bbritanskega Commonwealtha. |
| Arheološki park Čampaner-Pavagadh                                       | Mošeja iz rjavega kamna                                                       | Gujarat                                       | 2004       | 1101; ii, iv, v, vi (kulturno)         | Najdišče vsebuje ostanke iz več obdobij, odbakrene dobe do ostankov Čampanerja, kratkotrajne prestolnice sultanata Gudžarat v 16. stoletju. Pomembne stavbe so hindujski tempelj Kalika Mata, džainistični templji in mošeja Džama (na sliki), ki vsebuje tako hindujske kot muslimanske arhitekturne elemente ter ostanke sistemov za upravljanje vode, utrdb in templjev iz 14. stoletja. |
| Kompleks Rdeče trdnjave                                                 | Obzidje in vrata iz rdečega kamna                                             | Delhi                                         | 2007       | 231rev; ii, iii, vi (kulturno)         | Rdeča trdnjava je bila zgrajena pod mogulskim cesarjem Šah Džahanom sredi 17. stoletja. Predstavlja vrhunec mogulske arhitekture, združuje elemente indo-perzijske kulture s timuridskimi elementi. Njena arhitektura je močno vplivala na kasnejše palače in vrtove v regiji. Rdeča trdnjava je bila tudi prizorišče zgodovinskih dogodkov, Britanci so jo oplenili in delno preuredili, v njej pa so prvič praznovali neodvisnost Indije. Na sliki so Delhijska vrata. |
| Džantar Mantar, Džaipur                                                 | Zbirka stavb za astronomske namene                                            | Radžastan                                     | 2010       | 1338; iii, vi (kulturno)               | Džantar Mantar v Džaipurju je najpomembnejši zgodovinski astronomski observatorij v Indiji. Izvira iz zgodnjega 18. stoletja, iz poznega mogulskega obdobja. Obstaja približno 20 astronomskih instrumentov, ki so bili zasnovani in izdelani za opazovanje položajev zvezd in planetov s prostim očesom. Služil je tudi kot stičišče različnih znanstvenih kultur. |
| Zahodni Gati                                                            | Slikovit pogled na gore Pampadumšola                                          | Maharaštra, Karnataka, Kerala, Tamil Nadu     | 2012       | 1342rev; ix, x (naravno)               | Zahodni Gati so gorovje, ki poteka vzdolž zahodne obale Indijske podceline. Pokriti so z gorskimi gozdovi. Območje je žarišče biotske raznovrstnosti in dom ogroženih vrst, kot so bengalski tiger, levjerepi makak, Nilgiri tahr in Nilgiri langur. Z vidika evolucijske zgodovine je območje pomembno glede na razpad Gondvane v zgodnjem jurskem obdobju, po katerem je bila Indija izolirana kopenska masa do trka z Evrazijsko ploščo. Območje svetovne dediščine obsega 39 posameznih objektov.                                                                                |
| Hribovske trdnjave Radžastana                                           | Trdnjava iz svetlega kamna nad reko                                           | Radžastan                                     | 2013       | 247rev; ii, iii (kulturno)             | Ta dediščina obsega šest trdnjav: trdnjava Čitor v Čitorgarhu, trdnjava Kumbhalgarh v Radžsamandu, trdnjava Ranthambore v Savai Madhopurju, trdnjava Gagron v Džhalavarju, trdnjava Amber (na sliki) v Džaipurju in trdnjava Džaisalmer v Džaisalmerju, ki so jih med 8. in 18. stoletjem zgradila radžputska kraljestva. So eklektičnega sloga z elementi sultanatske in mogulske arhitekture in so vplivale na kasnejše sloge imperija Marata. Stojijo v različnih okoljih, na primer Ranthambore je v gozdu, Džaisalmer pa v puščavi.                                             |
| Rani ki vav (Kraljičin vodnjak) v Patanu, Gudžarat                      | Pogled na stopničasti vodnjak z več okrašenimi stebri                         | Gudžarat                                      | 2014       | 922; i, iv (kulturno)                  | Rani ki vav je eden najboljših primerov stopničastega vodnjaka, dovršene vrste vodnjaka, kjer se do podtalnice dostopa skozi več nivojev stopnic. Zgrajen je bil v 11. stoletju, v času dinastije Čaulukja, na bregovih reke Sarasvati v mestu Patan. Sestavljen je iz sedmih nivojev, od katerih je vsak okrašen s kamnitimi rezbarijami in skulpturami, ki prikazujejo verske in posvetne teme ter literarna dela. Po spremembi toka reke v 13. stoletju ni bil več v uporabi in se je zasula z muljem, kar je omogočilo njegovo ohranitev.                                        |
| Ohranitveno območje Veliki himalajski narodni park                      | Zasnežene gore in drevesa                                                     | Himačal Pradeš                                | 2014       | 1406rev; x (naravno)                   | Narodni park zajema habitate od alpskih vrhov Himalaje nad 6000 m do alpskih travnikov in rečnih gozdov pod 2000 m. Skupno je evidentiranih 25 tipov gozdov, ki imajo bogate rastlinske in živalske sklope, vključno s številnimi vrstami ptic, sesalcev, plazilcev in žuželk. Je dom ogroženih vrst, kot sta fazan Tragopan melanocephalus in mošusni jelen. |
| Arheološko najdišče Nalanda, Bihar                                      | Ruševine opečnih stavb                                                        | Bihar                                         | 2016       | 1502; iv, vi (kulturno)                | Nalanda Mahavihara je bila budistična starodavna visokošolska ustanova, ustanovljena v 5. stoletju in je trajala do ukinitve v 13. stoletju; nekateri arheološki ostanki segajo tudi v 3. stoletje pred našim štetjem. Ostanki vključujejo svetišča in stupe, vihare (stanovanjske in izobraževalne stavbe) ter umetniška dela v različnih materialih. Tako arhitekturne rešitve kot izobraževalni pristopi so vplivali tudi na druge podobne ustanove v širši regiji. |
| Narodni park Kangčendzenga                                              | Zasnežene gore in jezero spredaj                                              | Sikim                                         | 2016       | 1513; iii, vi, vii, x (mixed)          | Narodni park je okoli gore Kangčendzenga, tretje najvišje gore na svetu (8586 m). V tibetanskem budizmu je sveta gora, kjer območje velja za bejul, sveto skrito deželo. Je dom etnično zelo raznolikih sikimskih skupnosti. Z naravnega vidika obsega območje različne habitate, od visokogorja z ledeniki do starih gozdov, in je bogato tako z živalskimi kot rastlinskimi vrstami. |
| Arhitekturno delo Le Corbusierja, izjemen prispevek k modernemu gibanju | Modernistična betonska stavba, pred njo ribnik                                | Čandigarh                                     | 2016       | 1321rev; i, ii, vi (kulturno)          | Ta mednarodna dediščina (ki si jo delijo z Argentina, Belgija, Francija, Nemčija, Švica in Japonska) obsega 17 del francosko-švicarskega arhitekta Le Corbusierja. Le Corbusier je bil pomemben predstavnik modernističnega gibanja 20. stoletja, ki je uvedel nove arhitekturne tehnike, da bi zadostil potrebam spreminjajoče se družbe. Kompleks Čandigarh Capitol je na seznamu v Indiji. Je osrednji del mesta Čandigarh in je zasnovan v skladu z načeli žarkastega mesta. Na sliki je palača skupščine.                                                                       |
| Zgodovinsko mesto Ahmadabad                                             | Zapleteno izrezljan Džali Design na mošeji Sidi Saijed                        | Gujarat                                       | 2017       | 1551; ii, v (kulturno)                 | Mesto Ahmedabad je ustanovil Ahmad šah I. leta 1411, da bi služilo kot glavno mesto sultanata Gudžarat. Bilo je stičišče mnogih religij (hinduizem, islam, budizem, džainizem, krščanstvo, zoroastrstvo, judovstvo), kar je rezultiralo v edinstvenem urbanem tkivu. Arhitektura temelji na lesu, tipične soseske pa se imenujejo pols, gosto posejane tradicionalne hiše z zaprtimi ulicami. Pomembne stavbe iz obdobja sultanata so mestno obzidje trdnjave Bhadra, mošeja Sidi Saijed (na sliki) in številne mošeje, grobnice in svetišča.                                        |
| Viktorijanski in Art déco ansambel iz Mumbaja                           | Zidana stavba v neogotskem slogu                                              | Maharaštra                                    | 2018       | 1480; ii, iv (kulturno)                | Ta dediščina obsega dva sklopa stavb v Mumbaju iz obdobja Britanskega imperija. Javne stavbe v viktorijanskem gotskem slogu iz druge polovice 19. stoletja so prilagodile elemente neogotike indijskemu podnebju in uvedle elemente, kot so balkoni in verande. Na sliki je stavba Bombay High Court. Stavbe v slogu art déco izvirajo iz zgodnjega 20. stoletja in vključujejo kinematografske dvorane in stanovanjske stavbe. |
| Džaipur, Radžastan                                                      | Velika palača iz rdečega in rožnatega peščenjaka z mnogimi okni               | Radžastan                                     | 2019       | 1605; ii, iv, vi (kulturno)            | Džaipur je leta 1727 ustanovil radžputski vladar Savai Džai Singh Mesto je bilo zgrajeno z mrežnim tlorisom, ki so ga navdihnili tako starodavni hindujski kot zahodnjaški ideali, v odmiku od srednjeveške arhitekture regije. Bilo je močno trgovsko središče in dom obrtnikov in umetnikov. Pomembne stavbe in mesta so palača Hava Mahal (na sliki), tempelj Govind Dev Dži, [[mestna palača, Džaipur\|Mestna palača in Džantar Mantar, ki je navedena kot ločena svetovna dediščina.                                                                                            |
| Tempelj Ramapa, Telangana                                               | Hindujski tempelj iz rdečega kamna                                            | Telangana                                     | 2021       | 1570; i, iii (kulturno)                | Hindujski tempelj, posvečen Šivi, je bil zgrajen v prvi polovici 13. stoletja pod dinastijo Kakatija. Okrašen je s kamnitimi rezbarijami in skulpturami iz granita in dolerita, ki prikazujejo regionalne plesne običaje. V skladu s hindujskimi praksami je tempelj zgrajen tako, da se harmonično zlije z okoljem. |
| Dholavira: mesto Harapan                                                | Arheološko najdišče z nekaj opečnimi in kamnitimi zidovi                      | Gudžarat                                      | 2021       | 1645; iii, iv (kulturno)               | Dholavira je bila eno od središč Indske civilizacije od 3. do sredine 2. tisočletja pr. n. št. v bronasti dobi. Ostanki vključujejo obzidano mesto in pokopališče, obstajajo pa tudi ostanki stavb in vodnogospodarskih sistemov. Lokacija mesta je bila izbrana zaradi bližnjih virov dragocenih mineralov. Mesto je imelo trgovske povezave z drugimi mesti v regiji in vse do Mezopotamije. Najdišče je bilo ponovno odkrito leta 1968. |
| Šantiniketan                                                            | A building with elaborate facade behind a metal fence                         | Zahodna Bengalija                             | 2023       | 1375; iv, vi (kulturno)                | Šantiniketan je kot ašram ustanovil Debendranath Tagore v drugi polovici 19. stoletja in se je nato razvil v univerzitetno mesto za Univerzo Visva-Bharati. Povezana je z življenjem in filozofijo Debendranathovega sina Rabindranath Tagore, vodilne osebnosti bengalske renesanse. Na sliki je molilnica. |
| Sakralni ansambli Hojsala                                               | Hindu temple in Dravidian style                                               | Karnataka                                     | 2023       | 1670; i, ii, iv (kulturno)             | Trije templji Hojsala - tempelj Čennakešava v Belurju, tempelj Hojsalesvra v Halebidu in tempelj Kešava (na sliki) v Somanathapuri, ki segajo med 12. in 14. stoletje. Arhitektura Hojsala je združevala elemente dravidske arhitekture z vplivi iz severne Indije. Templje so zgradili privrženci vaišnavizma in šivaizma in so bogato okrašeni s kamnitimi skulpturami in rezbarijami. Tempelj Čennakešava v Belurju je še vedno pomembno romarsko mesto. |
| Maidam – sistem grobov dinastije Ahom                                   | A tumulus in a forest                                                         | Asam                                          | 2024       | 1711; iii, iv (kulturno)               | Čaraideo je bil glavno mesto kraljestva Ahom (1228–1826), tumuli pa so bili grobišča kraljev in plemstva. Tumuli ustvarjajo valovito pokrajino, ki spominja na hribe, v skladu z duhovnimi prepričanji ljudstva Tai-Ahom. |
| Maratha, vojaške pokrajine Indije                                       | Two fortress towers, partially in ruin                                        | Maharaštra, Tamil Nadu                        | 2025       | 1739; iv, vi (kulturno)                | Ta vpis zajema 11 utrdb v Maharaštri in 1 v Tamil Naduju. Običajno so zgrajene iz bazaltnih kamnin na hribih in so bile v različnih zgodovinskih obdobjih uporabljene v obrambne namene. Utrdbe so povezane z vladarjem Maratskega cesarstva Šivadžijem, ki jih je v 17. stoletju naročil zgraditi več. Na sliki je utrdba Raigad. |